# 西新橋
西新橋（日语：／ Nishi-shinbashi */?）是東京都港區的町名，分為西新橋一丁目至三丁目。2013年（平成25年）7月1日為止的區域人口為1,273人。

## 概要
町域大部分為辦公大樓與商業街，聚集許多供應上班族的餐飲店。
西新橋是1965年（昭和40年）實施住居表示時，由過去的芝田村町為中心新成立的町名。當時町名決定不使用田村町，而是以位於新橋西側的地理位置命名。

## 歷史
現在的西新橋一帶在1965年以前稱為田村町，過去多數町名前會冠上「櫻田」。
- 1794年（寛政2年） - 麴町大火，櫻田七町（櫻田太左衛門町、久保町、善右衛門町、和泉町、鍛冶町、備前町、伏見町）遷至現在的西新橋地區。
- 1827年（文政10年） - 本鄉五、六丁目設防火地，一部分至此成立幸橋御門外本鄉六丁目代地。
- 1868年（明治元年） - 東京府成立，本地劃屬東京府。
- 1869年（明治2年） - 本鄉六丁目代地改稱櫻田本鄉町。
- 1873年（明治5年） - 佐久間小路與武家地成立南佐久間町一、二丁目，田村小路與武家地成立田村町。櫻田本鄉町與大的場跡合併。芝新錢座、川口町、湊町一部分移轉成立新櫻田町。
- 1878年（明治11年） - 芝區成立，本地劃入東京府芝區。
- 1889年（明治22年）5月1日 - 東京市成立，本地屬東京市芝區。
- 1923年（大正12年）9月1日 - 關東大地震，櫻田地區化為焦土。
- 1932年（昭和7年）12月1日 - 關東大地震後重建，進行大規模町名整理，櫻田地區多數町遭撤除，與田村町重劃為田村町一丁目至田村町六丁目。
- 1947年（昭和22年） - 芝區與赤坂區、麻布區合併成立港區。町名冠上「芝」。
- 1956年（昭和31年） - 今年至隔年，櫻田地區（芝新櫻田町・芝櫻田太左衛門町等）陸續編入芝田村町。
- 1965年（昭和40年）7月1日 - 實施住居表示，芝田村町周邊的芝南佐久間町等合併成立西新橋。

### 地名由來
因位於新橋西側而得名。

## 震災復興期櫻田地區（田村町）的町名變遷
| 實施後       | 實施年月日    | 實施前（各町名部分地區）                                                                            |
| ------------ | ------------- | --------------------------------------------------------------------------------------------------- |
| 田村町一丁目 | 1932年12月1日 | 櫻田本鄉町、新櫻田町、新幸町、外堀埋立地                                                            |
| 田村町二丁目 | 1932年12月1日 | 櫻田伏見町、櫻田和泉町、櫻田鍛冶町、櫻田久保町、櫻田備前町、 櫻田善右衛門町、櫻田太左衛門町、兼房町 |
| 田村町三丁目 | 1932年12月1日 | 南佐久間町二丁目                                                                                    |
| 田村町四丁目 | 1932年12月1日 | 田村町                                                                                              |
| 田村町五丁目 | 1932年12月1日 | 愛宕町二丁目、愛宕町三丁目                                                                          |
| 田村町六丁目 | 1932年12月1日 | 愛宕町二丁目、愛宕町三丁目                                                                          |

## 住居表示實施前後的町名變遷
| 實施後       | 實施年月日   | 實施前（各町名部分地區）                                     |
| ------------ | ------------ | ------------------------------------------------------------ |
| 西新橋一丁目 | 1965年7月1日 | 芝田村町一丁目、芝田村町二丁目、芝南佐久間町一丁目           |
| 西新橋二丁目 | 1965年7月1日 | 芝田村町、芝田村町三丁目、芝田村町四丁目、芝南佐久間町二丁目 |
| 西新橋三丁目 | 1965年7月1日 | 芝田村町五丁目、芝田村町六丁目、芝愛宕町二丁目、芝公園       |

## 設施、景點
西新橋一丁目
- 新日本石油本社
- 日本中央競馬會本部
  - 新橋場外勝馬投票券販賣所
- 日本之酒情報館
- 内幸町站
- 西新橋郵便局

西新橋二丁目
- 南櫻公園

西新橋三丁目
- 東京慈惠會醫科大學
- 東京慈惠會醫科大學附属醫院
- 芝郵便局
- 港區立御成門中學校
- 御成門站

## 交通
鐵路
- 内幸町站（都營地下鐵三田線） - 副站名為西新橋站
- 御成門站（都營地下鐵三田線）

巴士
- 都營巴士
  - 虎之門一丁目停留所
  - 西新橋一丁目停留所
  - 西新橋二丁目停留所
  - 愛宕山下停留所
  - 慈惠會醫大前停留所
  - 御成門停留所

## 圖片

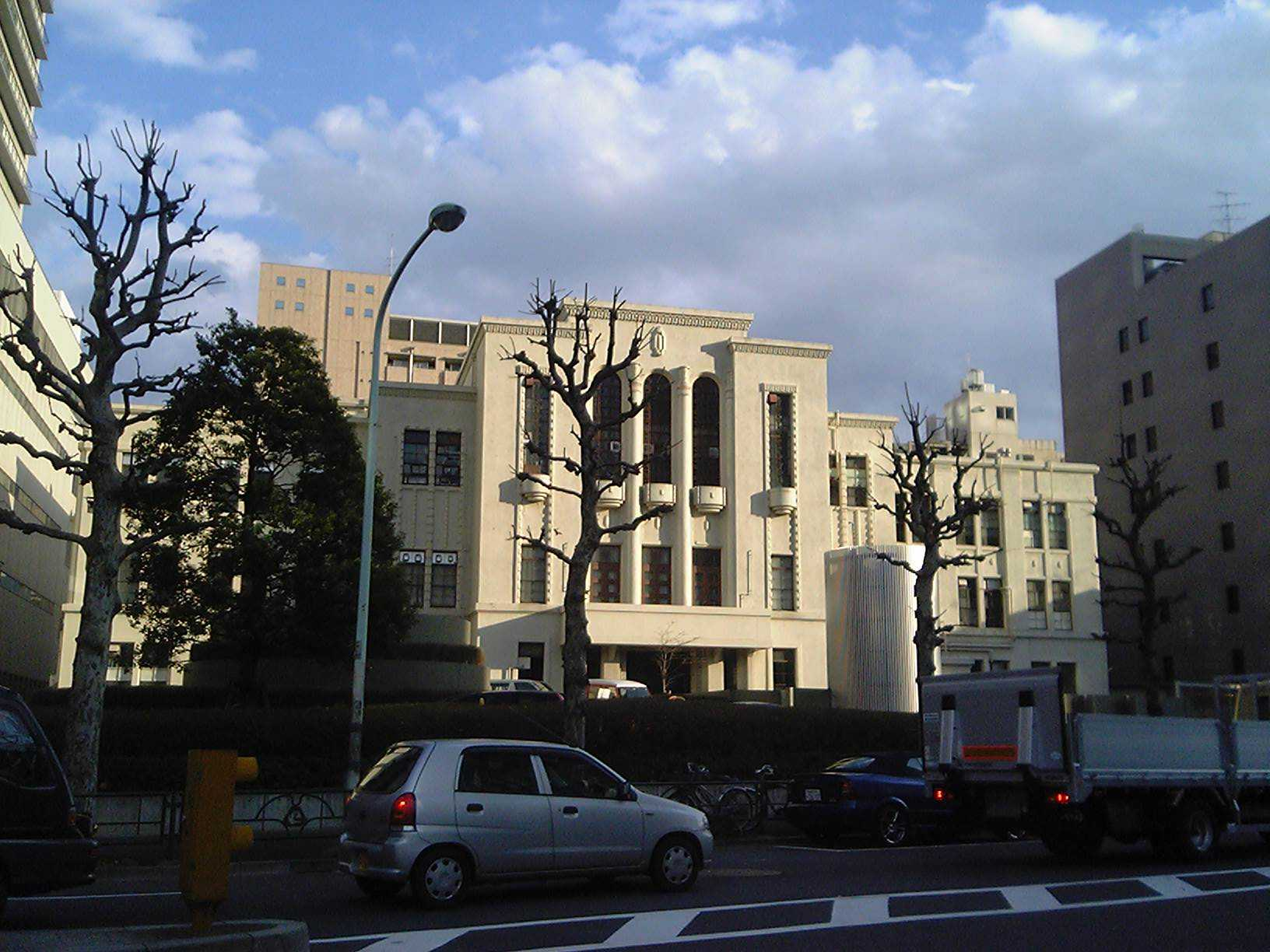
東京慈惠會醫科大學

## 備註
1. ↑  .   [2013-08-08]. （原始内容存档于2014-01-06）.
2. ↑  .   [2013-08-08]. （原始内容存档于2019-06-02）.